# Brenton Rickard
Brenton Rickard (n. 19 octombrie 1983, Brisbane, Queensland, Australia) este un înotător ce a reprezentat Australia, medaliat olimpic. A participat la 2 ediții ale Jocurilor Olimpice (2008, 2012) în care a câștigat 3 medalii de argint și două medalii de bronz.